# H•A•M
H•A•M – pierwszy singel amerykańskich raperów Jay-Z i Kanye Westa z ich pierwszego wspólnego albumu Watch the Throne. Został wydany na iTunes w wersji digital download 11 stycznia 2011 roku. Utwór został wyprodukowany przez Lexusa "Lex Luger" Lewisa oraz Kanye'go Westa. Zadebiutował na 23 miejscu prestiżowej listy Billboard Hot 100.